# 坎耶纳加尔
坎耶纳加尔（Kanyanagar），是印度西孟加拉邦South Twentyfour Parganas县的一个城镇。总人口10193（2001年）。

## 人口
该地2001年总人口10193人，其中男性5215人，女性4978人；0—6岁人口902人，其中男437人，女465人；识字率77.97%，其中男性为84.79%，女性为70.81%。